# Eugene Istomin

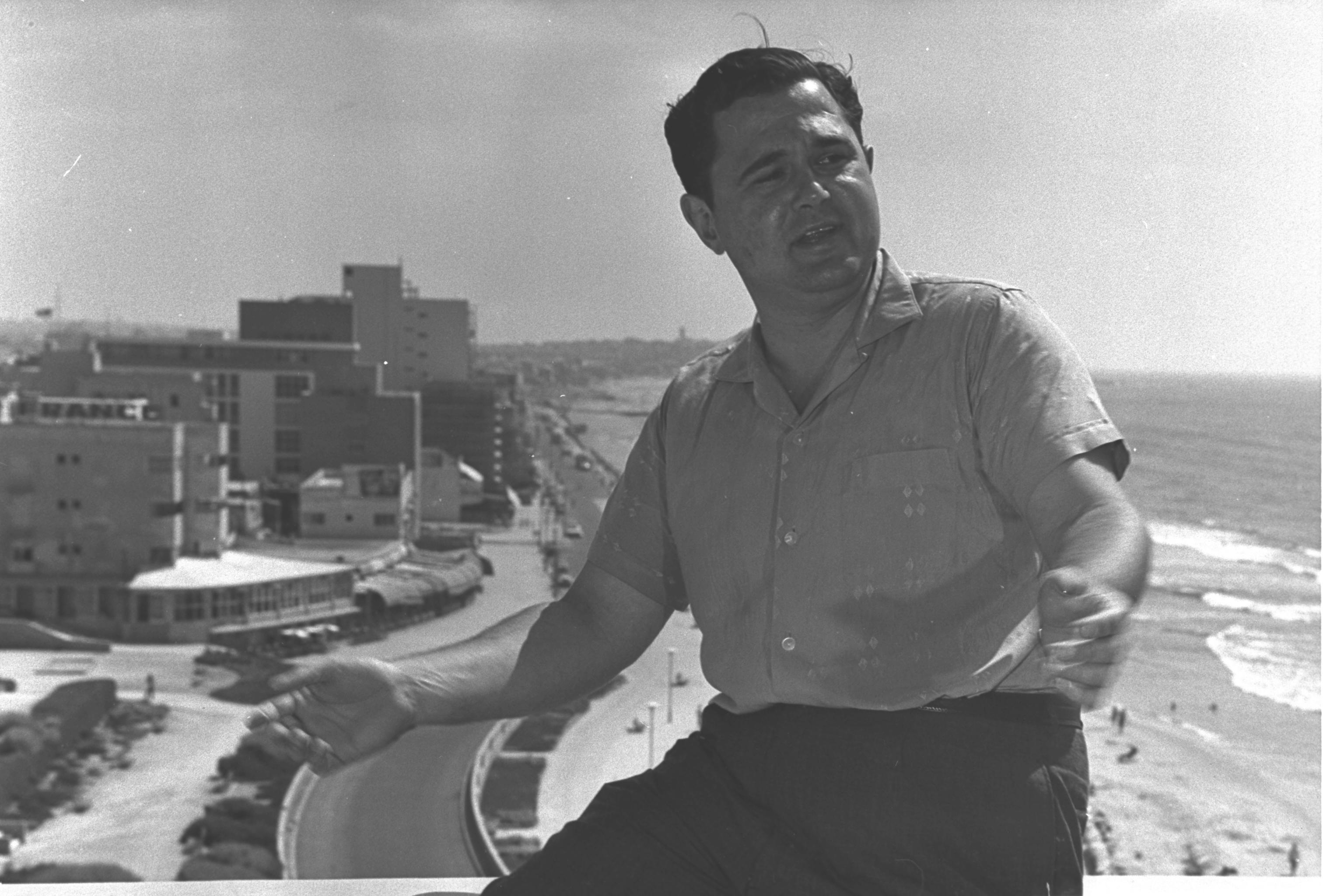
Eugene Istomin

Eugene George Istomin (* 26. November 1925 in New York City; † 10. Oktober 2003 in Washington, D. C.) war ein US-amerikanischer Komponist und Pianist.

## Leben
Der Sohn russisch-jüdischer Einwanderer begann 1937 ein Klavierstudium bei Rudolf Serkin und Mieczysław Horszowski am Curtis Institute of Music in Philadelphia. Er wurde im Alter von siebzehn Jahren als Gewinner der Leventritt Competition und des Philadelphia Orchestra Youth Award bekannt. 1943 debütierte er mit Brahms’ zweitem Klavierkonzert mit dem New York Philharmonic Orchestra unter Artur Rodziński. Seit 1950 war er regelmäßiger Teilnehmer des von Pablo Casals organisierten Prades Festivals.
Im Laufe seiner Karriere gab er mehr als viertausend Konzerte auf allen Kontinenten unter den bedeutendsten Dirigenten wie Bruno Walter, Fritz Reiner, George Szell, Charles Münch, Dimitri Mitropoulos, Eugene Ormandy und Leonard Bernstein. Komponisten wie Henri Dutilleux, Roger Sessions und Ned Rorem schrieben Werke für ihn.
Neben seiner solistischen Tätigkeit war er auch Mitglied des 1960 gegründeten Istomin-Stern-Rose-Trios, mit dem er 1970 einen Grammy Award für die Einspielung der Trios Beethovens gewann.
1975 heiratete Istomin Casals’ Witwe Marta, mit der er seit 1980 in Washington lebte. Von 1985 bis 1987 war er Direktor der University of Maryland International Piano Festival and Competition. Er war 1987 Jurymitglied beim Santander Paloma O’Shea Klavierwettbewerbs. 2003 starb er in Washington an Leberkrebs.